# گوریل‌ها در مه
گوریل‌ها در مه (به انگلیسی: Gorillas in the Mist) نام فیلم درامی است که در سال ۱۹۸۸ به کارگردانی مایکل اپتد و بر پایهٔ کتابی از دایان فوسی ساخته شد.
فیلم با تحسین منتقدان همراه بود و از عملکرد بازیگران و دستآوردهای فنی تعریف و تمجید شد. سیگورنی ویور موفق شد برای بازی در این فیلم برای دریافتِ جایزه اسکار بهترین بازیگر نقش اول زن نامزد شود.

## داستان
در سال ۱۹۶۷، داین فوسی به تحقیق دربارهٔ زندگی گوریل‌ها می‌پردازد و به منظور حمایت از آن‌ها در برابر شکارچیان، وارد اوگاندا می‌شود.

## بازیگران
- سیگورنی ویور در نقش داین فوسی
- برایان براون در نقش باب کمپبل
- جولی هریس در نقش رز
- کنستانتین الکساندروف در نقش ون وکتن
- ایان گلن در نقش براندون
- هلن فریزر در نقش مادر ون وکتن
- مگی اونیل

## جوایز
جایزه اسکار بهترین بازیگر نقش اول زن برای سیگورنی ویور - نامزد
جایزه اسکار بهترین تدوین برای استوارت بیرد - نامزد
جایزه اسکار بهترین موسیقی فیلم برای موریس ژار - برنده
جایزه اسکار بهترین فیلم‌نامه اقتباسی برای آنا همیلتون فلن - نامزد
جایزه اسکار بهترین صداگذاری برای اندی نلسون - نامزد
جایزه گلدن گلوب بهترین بازیگر زن فیلم درام برای سیگورنی ویور - برنده
جایزه گلدن گلوب بهترین موسیقی برای موریس ژار - برنده
جایزه گلدن گلوب بهترین فیلم درام - نامزد